# Jussi Adler-Olsen
Œuvres principales
- Délivrance

Carl Valdemar Jussi Adler-Olsen, né le 2 août 1950 à Copenhague, est un écrivain danois.

## Biographie
Depuis 2007, Jussi Adler-Olsen s'est spécialisé dans une série de romans policiers dont Dossier 64, qui a été la meilleure vente de livres en 2010 au Danemark ; ainsi il a reçu cette année-là la distinction du meilleur prix littéraire danois, le prix du club des libraires : les boghandlernes gyldne laurbær ou « lauriers d'or des libraires ».

## Œuvres

### SérieLes Enquêtes du département V
Vol. 1 - Miséricorde (da) (Kvinden i buret, 2007). Trad. de Monique Christiansen
- Paris : Albin Michel, octobre 2011, 489 p. (Littérature étrangère)  (ISBN 978-2-226-22993-9)
- Paris : Le Livre de poche, janvier 2013, 528 p. (Policier / Thriller)  (ISBN 978-2-253-17361-8) - Réédition : Edition Noël 2013, novembre 2013  (ISBN 978-2-253-17776-0)
- Paris: Audiolib, janvier 2013, livre audio, 14h35, lu par Eric Herson-Macarel

- 2012 : Grand prix des lectrices de Elle, catégorie Policier
- 2012 : Prix du Livre Robinsonnais, catégorie Policiers 
- 2013 : Prix des lecteurs du Livre de poche 
- 2013 : Prix Plume d'or du thriller international 
- 2014 : Coup de cœur de La Griffe Noire
Vol. 2 - Profanation (da) (Fasandræberne, 2008). Trad. de Caroline Berg
- Paris : Albin Michel, mai 2012, 480 p. (Littérature étrangère)  (ISBN 978-2-226-24141-2)
- Paris : Le Livre de poche, janvier 2014, 576 p. (Policier / Thriller)  (ISBN 978-2-253-17903-0)
- Paris : Audiolib, mai 2014, livre audio, 13h52, lu par Julien Chatelet

Vol. 3 - Délivrance (da) (Flaskepost fra P, 2009). Trad. de Caroline Berg
- Paris : Albin Michel, janvier 2013, 672 p. (Littérature étrangère)  (ISBN 978-2-226-24513-7)
- Paris : Le Livre de poche, janvier 2015, 733 p. (Policier / Thriller)  (ISBN 978-2-253-18438-6)
- Paris : Audiolib, janvier 2015, livre audio, 17h11, lu par Julien Chatelet

Vol. 4 - Dossier 64 (da) (Journal 64, 2010).
- Paris : Albin Michel, janvier 2014, 608 p. (Littérature étrangère)  (ISBN 978-2-226-25421-4)
- Paris : Le Livre de poche, janvier 2016, 665 p. (Policier / Thriller)  (ISBN 978-2-253-09515-6)
- Paris : Audiolib, janvier 2016, livre audio, 16h50, lu par Julien Chatelet

Vol. 5 - L’Effet papillon (da) (Marco Effekten, 2012). Trad. de Caroline Berg
- Paris : Albin Michel, janvier 2015, 600 p. (Littérature étrangère)  (ISBN 978-2-226-31245-7)
- Paris : Le Livre de poche, mars 2017, 736 p. (Policier / Thriller)  (ISBN 9782253092421)
- Paris : Audiolib, janvier 2017, livre audio, 16h53, lu par Julien Chatelet

Vol. 6 - Promesse (da) (Den grænseløse, 2014).
- Paris : Albin Michel, janvier 2016, 656 p. (Littérature étrangère)  (ISBN 978-2-226-31946-3)
- Paris : Audiolib, juillet 2017, livre audio, lu par Julien Chatelet

Vol. 7 - Selfies (da) (Selfies, 2016).
- Paris : Albin Michel, mars 2017, 650 p. (Littérature étrangère)  (ISBN 978-2-226-39629-7)
- Paris : Audiolib, février 2018, livre audio, lu par Julien Chatelet

Vol. 8 - Victime 2117 (da) (Offer 2117, 2019).
- Paris : Albin Michel, janvier 2020,  572 p. (Littérature étrangère)  (ISBN 978-2-226-39633-4)[4]
- Paris : Audiolib, février 2020, livre audio, lu par Julien Chatelet

Vol. 9 - Sel (da) (Natrium Chlorid,  2021).
- Paris : Albin Michel, mai 2022,  560 p. (Littérature étrangère)  (ISBN 978-2-226-47160-4)
- Paris : Audiolib, juillet 2022, livre audio, lu par Julien Chatelet

Vol. 10 - 7m² (da) (Syv m2 med lås,  2023).
- Paris : Albin Michel, mai 2024,  624 p. (Littérature étrangère)  (ISBN 978-2-226-47163-5)
- Paris : Audiolib, juin 2024, livre audio

Vol. 11 - Les âmes mortes ne chantent pas (da) (Døde sjæle synger ikke, 2025).
- Roman coécrit par Jussi Adler-Olsen, Line Holm et Stine Bolther.

### Romans indépendants
- Grouchko, 1985
- L'Unité Alphabet, Albin Michel, 2018,  640 p. (Littérature étrangère)  (ISBN 978-2-226-40207-3) (Alfabethuset , 1997)
- Og hun takkede guderne, 2003
- Washington dekretet, 2006

## Adaptations de romans au cinéma et à la télévision
- 2013 : Les Enquêtes du département V : Miséricorde (Kvinden i buret) de Mikkel Nørgaard (da), adapté du roman Miséricorde
- 2014 : Les Enquêtes du département V : Profanation (Fasandræberne) de Mikkel Nørgaard (da), adapté du roman Profanation
- 2016 : Les Enquêtes du département V : Délivrance (Flaskepost fra P) de Hans Petter Moland, adapté du roman Délivrance
- 2018 : Les Enquêtes du département V : Dossier 64 (Journal 64) de Christoffer Boe, adapté du roman Dossier 64
- 2021 : Les Enquêtes du département V : Effet Marco (Marco effekten) de Martin Zandvliet, adapté du roman L’Effet papillon
- 2024 : Les Enquêtes du département V : Promesse (Den grænseløse) d'Ole Christian Madsen
- 2025 : Les Dossiers oubliés (Department Q) (série télévisée en neuf épisodes) de Scott Frank et Chandni Lakhani

## Récompenses et prix
- Prix Harald-Mogensen 2010 pour Flaskepost fra P (Délivrance)
- Grand prix des lectrices de Elle (2012) : Miséricorde (da)
- Prix Barry 2012 du meilleur roman pour Kvinden i buret[5]
- Prix des Lecteurs, catégorie Polar (France) (Le Livre de Poche) (2013)
- Coup de cœur de La Griffe Noire (France) (2014)
- Prix d'honneur Boréales/Région Basse-Normandie du polar nordique (2014)